# Adelina Stehle
Adelina Stehle (Graz, 30 de juny de 1860 - Milà, 24 de desembre de 1945) fou una soprano operística austríaca. Adelina Stehle fou una soprano lírica, que va cantar pràcticament només repertori italià.

## Família
Adelina fou filla d'artistes: el pare, Franz Stehle (Viena, 10 d'agost de 1812 - Milà, 20 de març de 1892) fou un director d'orquestra del ”K.U.K. Dragoner”, el Regiment Reial i Imperial del Dragó de l'exèrcit austrohongarès. Es va casar per primera vegada en Oltrepò Pavese amb Carlo Mangiarotti (Broni, 28 de gener de 1843 - Renate, 4 de gener de 1919), un advocat de família rica. La parella va tenir un fill, Giuseppe Mangiarotti, que va esdevenir el primer de la "família Mangiarotti" de grans campions d'esgrima.

## Carrera
Va estudiar cant a Milà i va debutar en el paper d'Amina de La sonnambula de Vincenzo Bellini el 1881, al Teatre Social (Teatre Carbonetti) de Broni, en Oltrepò Pavese. La seva carrera artística l'ha portà a La Scala de Milà, el 1890. Va prendre part en una sèrie d'estrenes importants en la dècada del 1890. El 1893 fou la primera Nannetta de l'òpera Falstaff de Giuseppe Verdi, amb Edoardo Garbin (el seu segon marit); la parella contribuí després a la difusió de La Bohème de Giacomo Puccini arreu del món.
En 1902 va anar de gira a Amèrica del Sud, després a París amb la Societat Sonzogno, i més tard a Berlín, Viena, San Petersburg i Madrid. Va actuar també al Gran Teatre del Liceu de Barcelona, en la temporada 1899-1900, participant en les òperes Fedora d'Umberto Giordano, en el paper de Fedora, i La Bohème de Puccini, en el paper protagonista, Mimì.
Entre les seves interpretacions més significatives es poden incloure les de les òperes Adriana Lecouvreur i Fedora. Va ser dirigida en moltes ocasions pel director Arturo Toscanini. En retirar-se dels escenaris va començar a ensenyar cant al conservatori. Entre les seves deixebles es troba la soprano Giannina Arangi-Lombardi.

## Rols estrenats
- Adin a Condor d'Gomes (21 de febrer de 1891, Milà)
- Walter a La Wally de Catalani (20 de gener de 1892, Milà)
- Nedda a Pagliacci de Leoncavallo (21 de maig de 1892, Milà)
- Nannetta a Falstaff de Verdi (9 de febrer de 1893, Milà)
- Simonetta Cattanei a I Medici de Leoncavallo (9 de novembre de 1893, Milà)
- Maria a Guglielmo Ratcliff de Mascagni (16 de febrer de 1895, Milà)
- Matilde a Silvano de Mascagni (25 de març de 1895, Milà)

## Discos
Adelina Stehle va fer una sèrie d'enregistraments pel segell “Fonotipia Company“ el 1905, però solament dos d'ells han estat publicats.